# Patagònia argentina

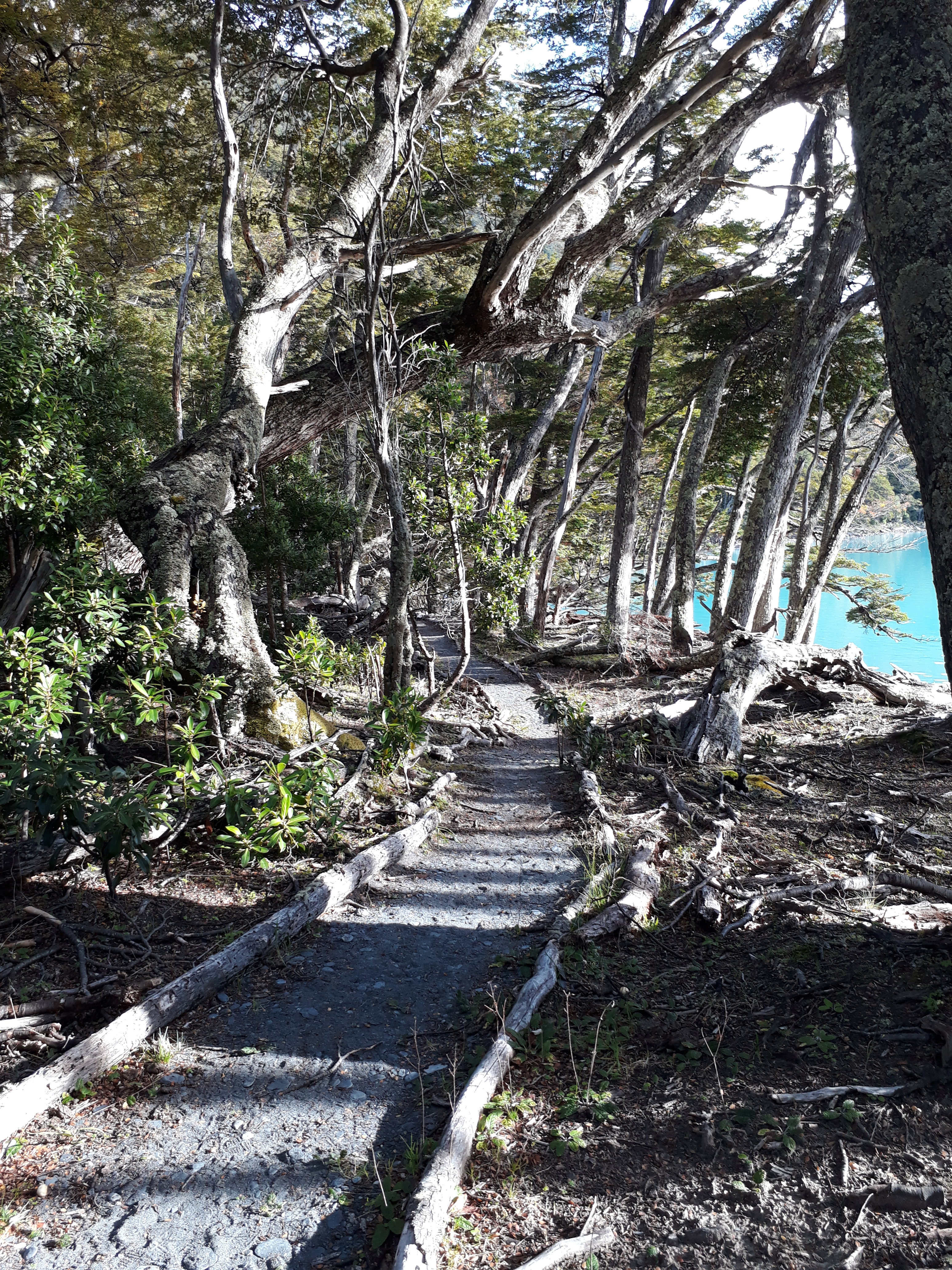
Badia Toro

La Patagònia argentina, o regió patagona argentina, és una de les quatre regions integrades de la República Argentina. Està formada per les províncies de Chubut, Neuquén, part de la província de la Pampa, part de la província de Buenos Aires, l'extrem sud de la província de Mendoza, Río Negro, Santa Cruz i Terra del Foc, Antàrtida i Illes de l'Atlàntic Sud.
Està situada al sud del país, comprèn la part de la Patagònia que es troba dins dels límits argentins. Limita al nord amb Nuevo Cuyo i Centre, a l'est amb la província de Buenos Aires i l'oceà Atlàntic, i a l'oest amb Xile. És la menys poblada de les quatre regions, posseint 2.348.793 habitants el 2010, la més extensa amb 930.638 km², i, evidentment, la menys densament poblada, amb 2,5 hab/km².

## Generalitats
La regió patagona argentina se subdivideix segons dos criteris:
- Patagònia Nord (províncies de Río Negro, de Neuquén, partido de Patagones i segons autors parteix de la província de la Pampa pertany a la Patagònia nord) i
- Patagònia Sud que inclou a les (províncies de Chubut, Santa Cruz i la Terra del Foc, Antàrtida i Illes de l'Atlàntic Sud).

La Patagònia argentina per si sola mesura en terres emergides més de 800.000.km² i en afegir-se-li l'Antàrtida Argentina que forma un departament de la província de Terra del Foc, Antàrtida Argentina i Illes de l'Atlàntic Sud l'àrea emergida ronda els 1.700.000 km² encara que els aproximadament 1.000.000 km² de l'Antàrtida Argentina i Illes de l'Atlàntic Sud solen ser considerades racionalment encara que territoris argentins i amb capital en una ciutat patagona argentina (Ushuaia) com a regions geogràfiques subantàrtiques i antàrtiques: és a dir, 1.000.000 km² de territoris antàrtics argentins han de considerar-se no patagones, en tot cas és freqüent entre els argentins del centre (especialment entre els de Buenos Aires) i del nord referir-se en conjunt a la Patagònia argentina, l'Antàrtida Argentina i les illes subantàrtiques com "El Sud" que arriba fins al Pol Sud.
Les ciutats més importants són: Neuquén, Cipolletti i General Roca en l'Alto Valle, Bariloche en la Serralada, Comodoro Rivadavia i Puerto Madryn sobre el mar i Trelew a la Vall del Riu Chubut, per la seva banda la ciutat d'Ushuaia és una de les de més ràpid creixement, la ciutat pròpiament aquesta més austral o meridional del planeta Terra i la ciutat cabdal argentina "a l'altre" costat (oest o sud) de la serralada dels Andes.

## Toponímia
La Patagònia va rebre el seu nom dels «patagones», nom donat als nadius vists per l'expedició espanyola liderada pel portuguès Fernando de Magallanes, que van desembarcar per primera vegada en la costa atlàntica en 1520, en les proximitats de l'actual localitat argentina Puerto San Julián. Erròniament, es creu que l'origen del terme patagón es deu al peu gran que posseïen els habitants de la regió. No obstant això, és més probable que aquest terme derivi del nom un rei mitològic de gran alçada, anomenat Gran Patagón, que apareix en el romanç de cavalleria Primaleón; la qual cosa hauria coincidit amb la gran alçada dels homes oposats per Magallanes.

## Límits geogràfics

Mapa de la Patagònia Argentina segons la definicions del tractat regió patagona, on es troba integrada també La Pampa, moltes vegades denominada «porta de la Patagònia», pel seu caràcter d'accés nord a la regió. I també les illes Malvines, Gòrgies del Sud, Sandwich del Sud, i Antàrtida Argentina.

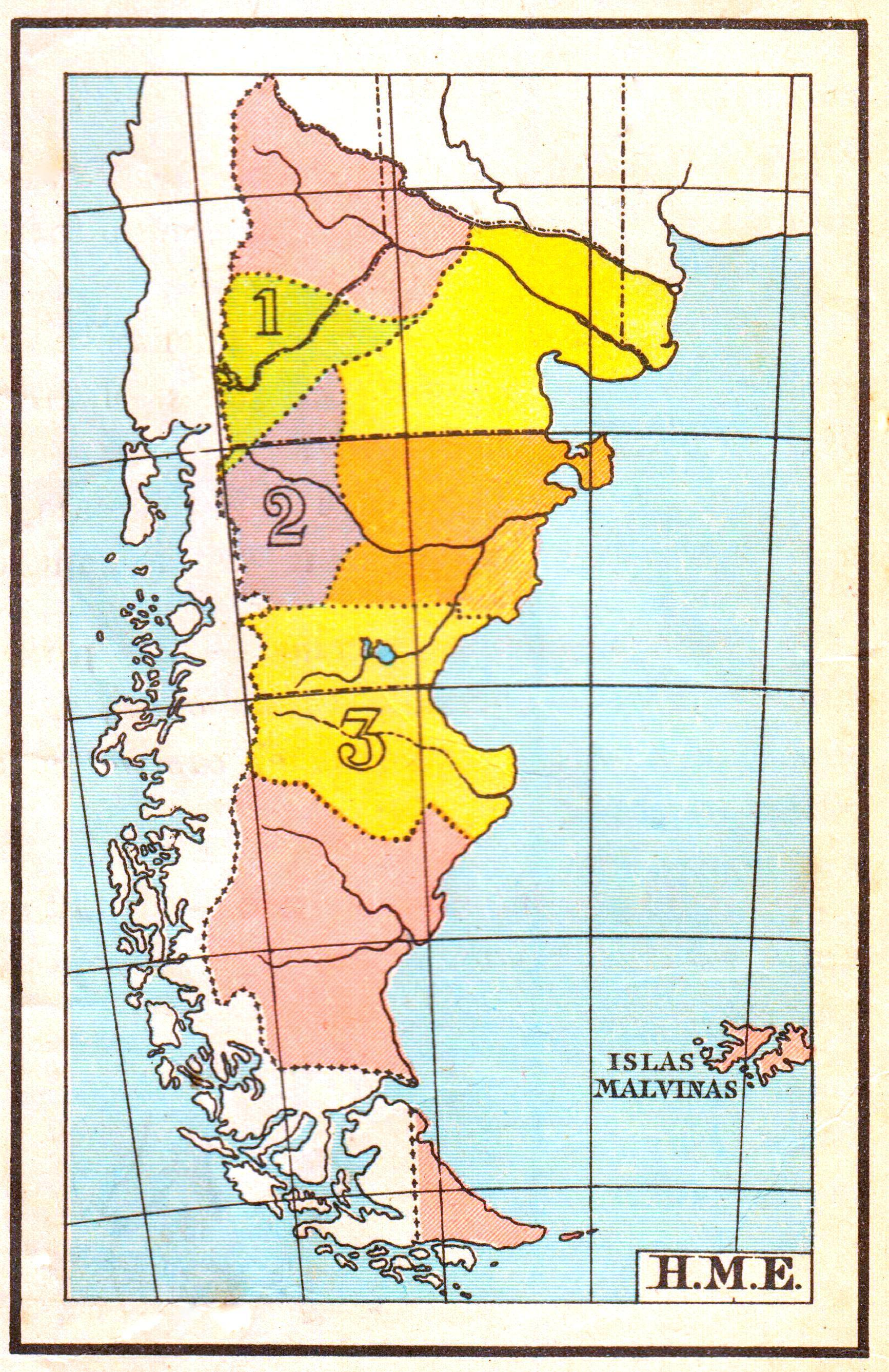
Antiga divisió administrativa de la Patagònia, on s'observen les governacions projectades de Los Lagos, San Martín i Patagònia (que no es van implementar), a més dels territoris que després es van transformar en províncies.

Físicament les províncies que la componen, de nord a sud, són:
- Província del Neuquén
- Província de la Pampa
- Província de Río Negro
- Província del Chubut
- Província de Santa Cruz
- Província de Terra del Foc, Antàrtida i Illes de l'Atlàntic Sud

### Conflicte per la inclusió de la província de la Pampa
El problema se suscita que el territori de La Pampa es troba repartit entre les regions de Cuyo (regió fisiogràfica), Patagònia, central i encara més a Pampa humida. Anàlogament, es dona el mateix problema aquesta vegada amb el partido de Puan, el de Villarino i fins i tot el de Badia Blanca, atès que estan a l'àrea limítrofa d'aquesta regió, i anticipen trets de la fonètica i lèxic de la regió patagona, considerant-se Badia Blanca part de la Patagònia. Pel que fa a la seva ubicació, Puan i Badia Blanca es troben bastant al nord del Riu Colorado, el partido de Villarino es troba també al nord del Riu Colorado, però riberenc a ell, i el de Patagones es troba al sud del Riu Colorado i gaudeix de les mateixes exempcions impositives i beneficis que els pobladors patagons. De fet, els dos primers partidos (amb capçalera en les localitats Puan i Médanos respectivament), van sol·licitar ser considerats patagons, la qual cosa entri, altres beneficis, els reportaria exempcions impositives.
Històricament, la Patagònia argentina va comprendre el territori nacional anomenat Governació de la Patagònia, els seus límits contenien a la Pampa -una de les raons de la província per ser inclosa- i tot el sud de la província de Buenos Aires fins al Cap Horn. Posseïa la seva capital en l'actual Viedma i posteriorment es va escindir de la Governació de la Pampa.

### Conflicte per la inclusió del territori insular
La inclusió del territori insular argentí (illes Malvines, Gòrgies del Sud i Sandwich del Sud) són també un tema de debat. Des del punt de vista històric i cultural, moltes vegades no s'inclouen a aquestes com a part de la Patagònia, i es considera a aquesta únicament dins del territori continental, ja que els habitants de tots dos llocs no comparteixen trets taxonòmics entre si, això s'ha vist influenciat des de la posició britànica sobre les illes, la qual cosa ha donat lloc al fet que els trets més típics de la Patagònia anessin desapareixent per donar pas als trets típics britànics. Però des del punt de vista geogràfic i administratiu, normalment sí consideren a les illes com a part de la regió. Això es deu al fet que les illes (sobretot les Malvines) comparteixen característiques geogràfiques i biològiques amb la Patagònia. A més, segons les reclamacions territorials argentines, les illes, juntament amb les reclamacions antàrtiques formen part de la província de Terra del Foc, la qual cosa les farien, inclusivament la zona antàrtica, formar part de la regió patagona.

## Límits polítics-econòmics
Avui dia els seus límits són difusos i són font de disputa de les províncies lindanes per interessos socioeconòmics.
En el polític es van fer esforços per incloure a La Pampa com a «puerta de la Patagònia», la qual cosa es va aconseguir en el tractat regional de 1996 signat a la capital pampeana, que va comprometre a totes les províncies a englobar-se en la Regió de la Patagònia.
Aquesta facultat de les províncies d'unir-se en regions es troba en l'art. 124 de la Constitució de la Nació Argentina, l'article al·ludeix al fet que «les províncies podran crear regions per al desenvolupament econòmic i social». La Pampa seria integrant formal de la regió econòmica-social Patagònia, encara que no de la Patagònia Argentina com a regió geogràfica.
L'article N° 4 d'aquest tractat estableix:
| « | El territori de la Regió de la Patagònia està conformat per les províncies de la Pampa, Neuquén, Río Negro, Chubut, Santa Cruz i Terra del Foc, Antàrtida i Illes de l'Atlàntic Sud, abastant el subsòl, el Mar Argentí adjacent i l'espai aeri corresponent. | » |

## Subregionalització

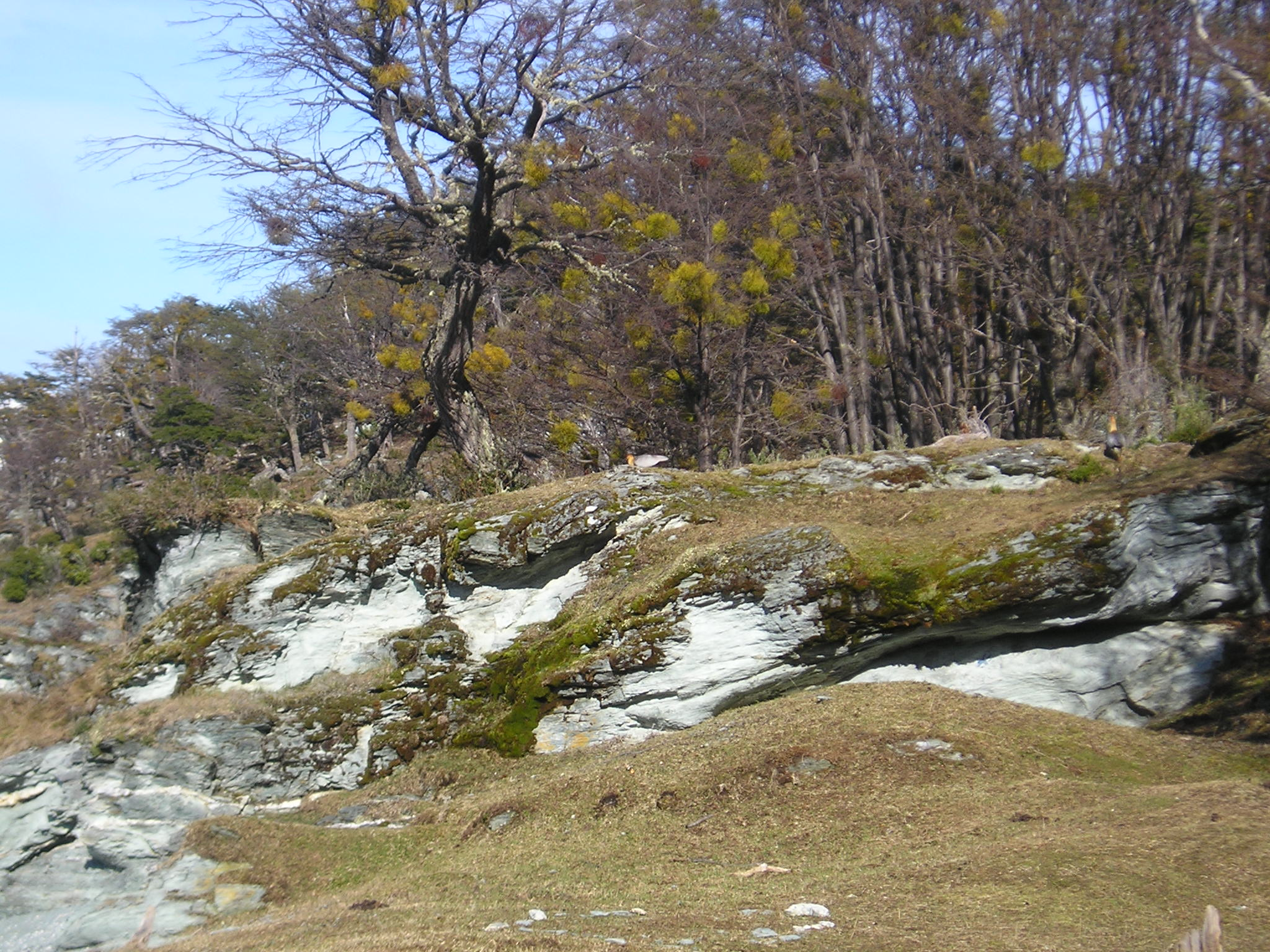
Paisatge cobert de molsa (Misodendrum punctulatum) i boscos de lenga, a l'illa Gran de Terra del Foc.

En ser una regió vasta i complexa en tot sentit s'atén a una sèrie de factors de l'àmbit físic, recursos naturals, població, condicions per al desenvolupament d'activitats. Existeixen així diverses propostes de subregionalització de l'espai patagó. Per exemple, seguint el mateix criteri polític establert per a la regionalització, l'Institut Nacional d'Estadística i Censos distingeix dues subregions:
- Patagònia nord: comprèn les províncies de Río Negro i Neuquén, però també se li solen sumar la part sud de les províncies de Buenos Aires, Mendoza i La Pampa. És la més poblada, més fèrtil i de clima més benigne.
- Patagònia sud o austral: integrada per Chubut, Santa Cruz i Terra del Foc. S'accentuen els desavantatges que en general presenta la regió per a l'assentament humà com el clima fred i rigorós, l'aridesa dels sòls, la precarietat de les xarxes viàries i la manca de servei ferroviari - amb les consegüents dificultats per a la comunicació i el transport. Tot això fa que les condicions de vida siguin més dures que en l'anterior subdivisió[5]

## Aspectes geogràfics
La Patagònia argentina presenta dos tipus de relleu clarament diferenciats.
- A l'est és l'àmbit dels altiplans, que rep el nom d'altiplà patagònic. El relleu és mesetari escalonat tallat per valls fluvials i per baixos. L'acció de l'altiplà no acaba a la terra sinó que eleva la costa patagona formant nombrosos accidents costaners com caps, puntes, caletes, coves, illes, badies, i diferents platges.
- La subregió de Patagònia extra-andina és un punt mitjà entre les grans subregions. Té clima fred i sec, i un bioma d'estepa.
- A l'oest és l'àmbit de les muntanyes. La subregió andina coincideix amb els Andes patagons. Segons la quantitat de precipitacions, la seva vegetació es divideix en bosc andí patagònic i bosc subpolar magallànic; és, també una regió rica en llacs. Una gran part d'aquest territori es troba formant parcs nacionals.

### Andes patagons

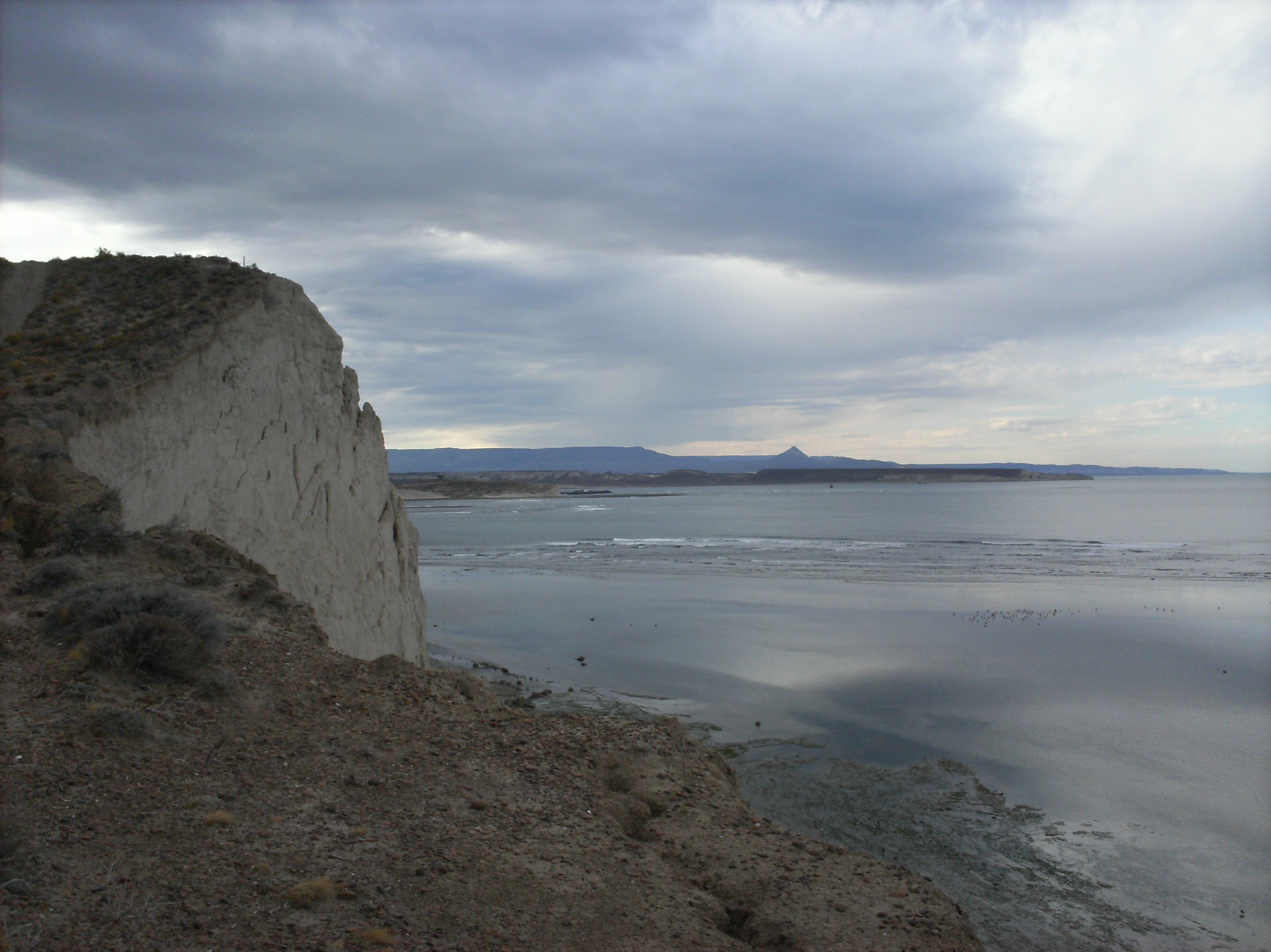
La platja de Cabo San Jorge, en Caleta Córdova, mira al pic Salamanca al lluny.

La Serralada dels Andes a l'Argentina presenta dues grans diferències o sectors:
- Andes de Transició: en ser més baixos, els passos fronterers es presenten a menor altura i la comunicació amb Xile, a través d'ells, resulta més fàcil. Durant l'hivern les nevades provoquen freqüents tancaments d'aquests passos, que dificulten els contactes amb el país veí.
- Andes patagons: aquí es concentra la major conca lacustre de l'Argentina. Entre els llacs més grans estan el Buenos Aires, Argentino, Viedma, Fagnano i Nahuel Huapi.

Es presenten en forma de cordons aïllats, separats per àmplies valls. Des del Pas de Pino Hachado fins a l'Illa dels Estats, on s'enfonsen, es troben les dues àrees molt elevades (més de 3.000 msnm), separades per un sector on els cims no superen els 2.500 msnm.
Encara queden unes restes de l'última glaciació en el camp de gel continental, del que venen nombroses glaceres com el Perito Moreno, entre d'altres.

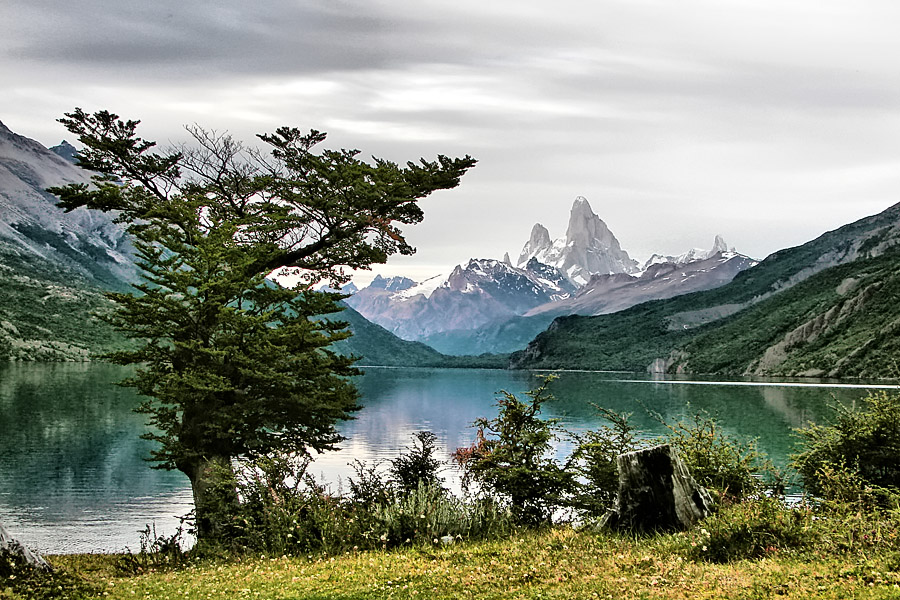
El Llac del Desert i el monumental turó Fitz Roy.

Els rius que neixen en aquesta serralada tenen gran potència hidràulica pel que poden ser aprofitats per obtenir energia hidroelèctrica. Sobre el riu Futaleufú es va construir la represa homònima, mentre que el llac artificial que forma ha estat batejat Amutui Quimei que en mapudungun significa Bellesa Amagada, ja que va submergir una excepcional zona de ràpids, amb la finalitat de treure profit de tot aquest potencial energètic. De la mateixa manera s'han construït altres grans preses tals com les de: El Chocón, Cerros Colorados, Casa de Piedra, Picún Leufú, Piedra del Águila, Collón Curá, i es troben en projecte diverses altres, per exemple en el curs del riu Santa Cruz. El règim hidrogràfic d'aquesta zona té dos creixents anuals, la hivernal per causa de pluges, i la primaveral, que es produeix per desglaç.
La temperatura varia amb l'altura. Els vents predominants de l'oest són humits, originen abundants precipitacions amb màximes a l'hivern. Els vessants estan coberts per boscos que arriben normalment fins al nivell de les neus permanents. Presenten dos pisos: l'arbori, que pot arribar a superar els 20 m d'altura, i el sotabosc, format per arbustos com el notro o Berberis buxifolia i canyes colihue o coligüe.
Entre les espècies arbòries es destaquen coníferes i Nothofagus: Araucaria araucana, el gegantesc Fitzroya cupressoides o lahuán, Austrocedrus chilensis, Nothofagus dombeyi, Luma apiculata, Nothofagus alpina, Lomatia hirsuta, Nothofagus antarctica, Maytenus boaria, i Nothofagus pumilio.
L'acció humana va introduir espècies vegetals i animals que s'han aclimatat i expandit per l'àrea, com la rosa mosqueta, cérvols europeus, senglars, castors (Terra del Foc), visons i salmònids, entre d'altres. Totes aquestes espècies han estat causa important de la degradació del medi ambient patagó, contribuint a la depredació d'espècies i ecosistemes natius.

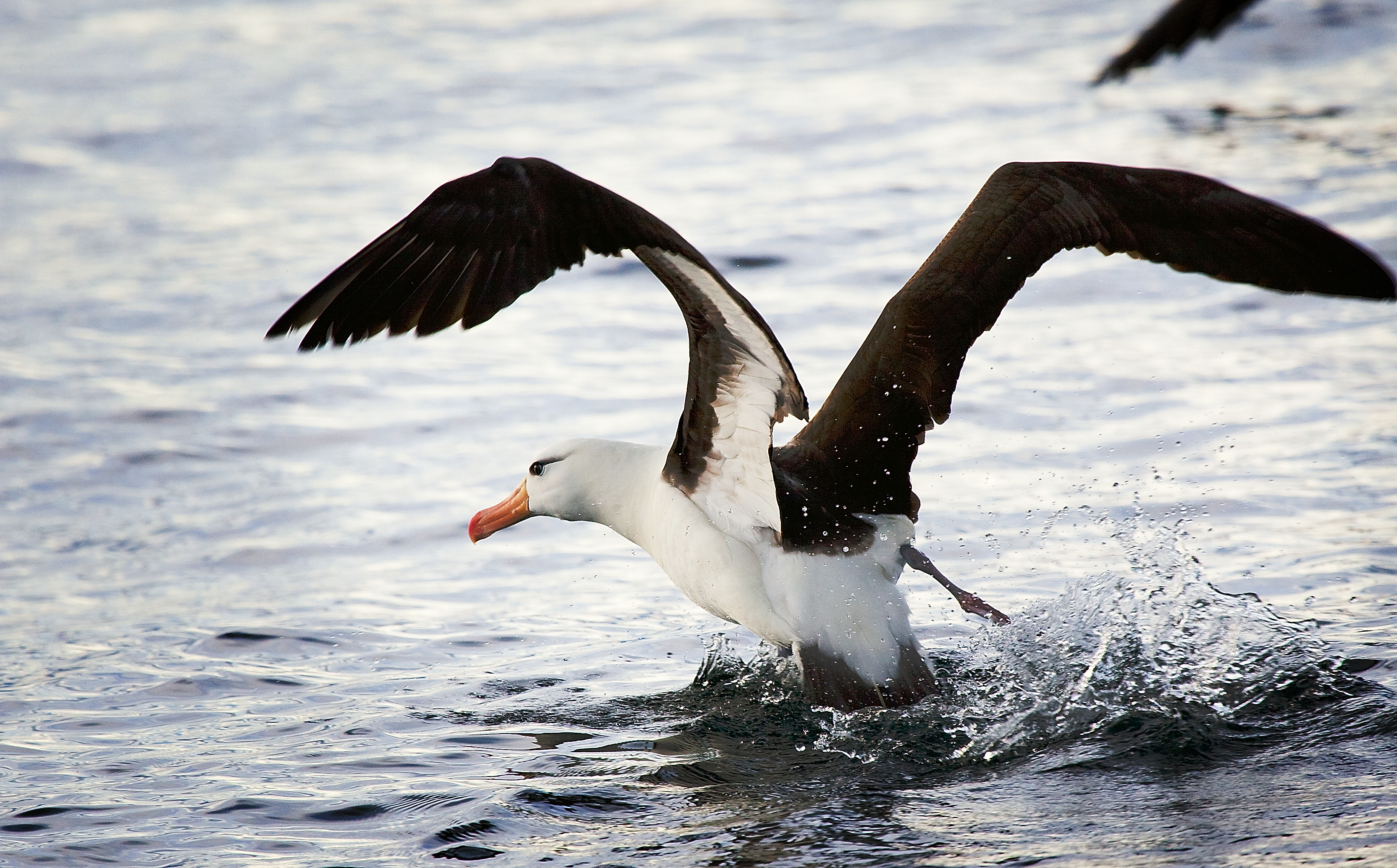
Un albatros de cella negra en voltants d'Ushuaia.

### Àrees protegides
Per preservar les condicions naturals d'aquest àmbit, es van fer nombrosos Parcs Nacionals, com el Lanín, el Nahuel Huapi i el de Los Glaciares, que van ser declarats Patrimoni Mundial Natural per la UNESCO el 1981. El parc i reserva nacional Les Glaceres, protegeix l'àrea de les glaceres que desprèn cap a l'est el Camp de Gel Continental. La glacera El Viedma, sobre el llac homònim, i les glaceres Upsala, Onelli, Spegazzini, Maig i Perito Moreno en el llac Argentino. Aquest camp cobreix la serralada patagona al llarg de 350 quilòmetres i és compartit amb Xile. Uns altres parcs nacionals argentins a la regió són el de Los Arrayanes, Los Alerces, Laguna Blanca, Lago Puelo, Perito Moreno, Muntanya León, Terra del Foc, monument nacional Boscos Petrificats, Bosc Petrificat Sarmiento, estant així mateix en la categoria de Patrimoni Mundial Natural l'àrea de la península Valdés.

## Flora

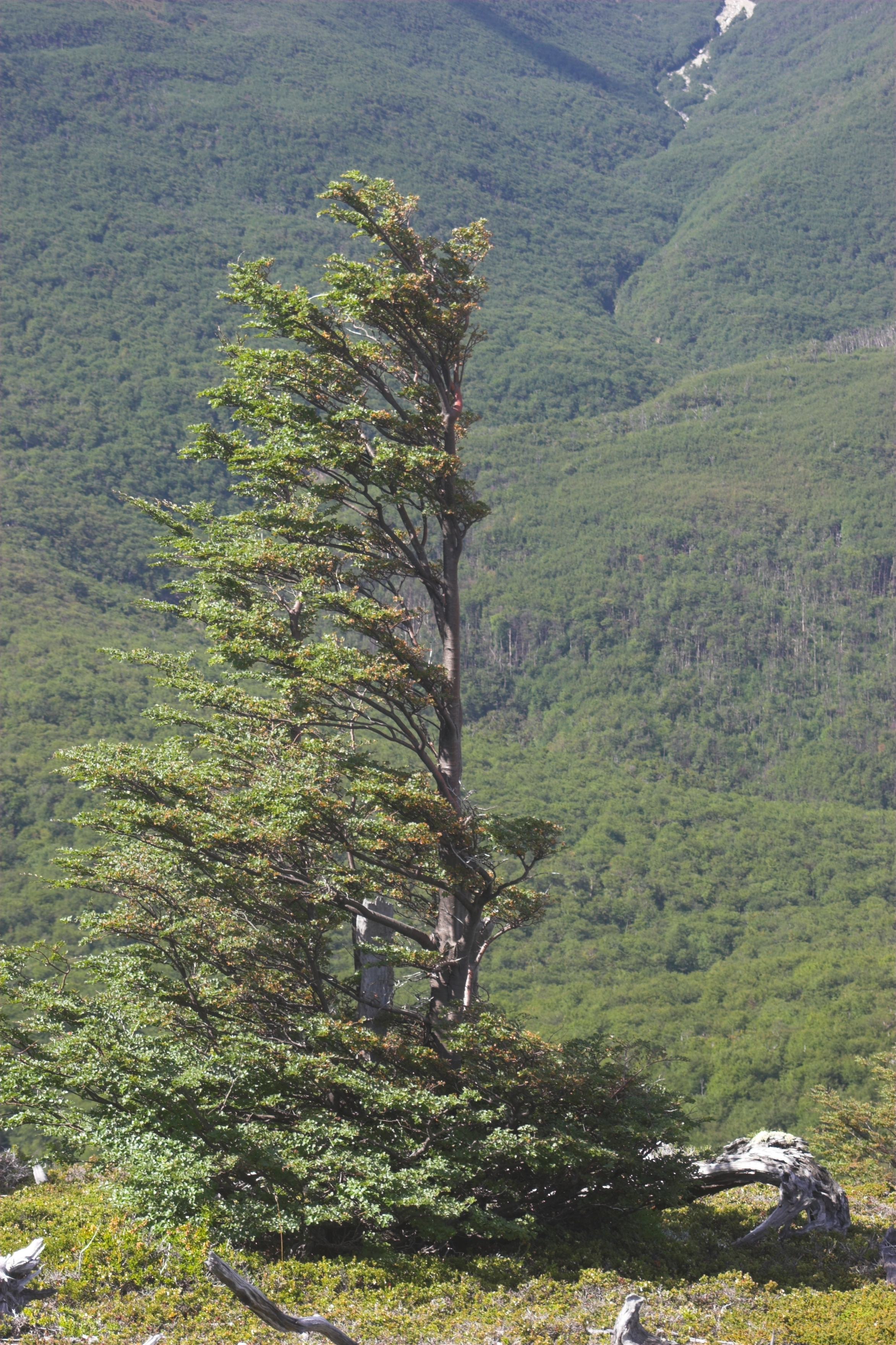
En la serralada i en gran part de Terra del Foc abunden els boscos humits exuberants. L'acció dels vents modela els arbres zonals.

A l'estepa arbustiva de la Patagònia extra-andina predomina el bioma d'arbustos xeròfils baixos, especialment Mulinum, la llareta, i el coirón. En el fons d'algunes valls i canons humits existeixen zones excepcionalment fèrtils anomenades vegas i mallines. A les zones més continentals (més seques per estar més allunyades de l'influx oceànic) existeixen erms que estan sent desertificats des de finals del segle XIX per un sobre-pastoreig irracional (o amb la racionalitat pseudoeconòmica de guanys a curt termini), això s'ha vist agreujat a finals de 2007 i principis de 2008 per una sequera.
S'anomena tussock les formacions botàniques caracteritzades per predomini de gramínies coriàcies les altures del qual intervenen entre el metre i els 2 metres. Les formacions de tussock es desenvolupen principalment a les zones fredes encara que no constantment nivals de l'Hemisferi Sud sobre sòls podzòlics o sobre sòls pobres en matèria orgànica i en climes on són freqüents els vents forts, motiu pel qual les mates són típicament rabassudes i arrodonides.
Segons el tipus de sòl i la humitat existeixen tussocks secs i tussocks humits. Els tussocks humits són densos, amb poc espai entre les plantes, mentre que els tussocks secs presenten formacions estepàries rales amb bastant espai entre les mates.

Exemples de tussocks humits es troben en el nord de Terra del Foc, les Illes Malvines, a certes zones de les Gòrgies del Sud, a les illes Kerguelen, en altres illes subantàrtiques, i al sud de Nova Zelanda; domina la gran Poa flabellata, com més meridional és la distribució del tussock més s'assembla a la tundra.
El tussock sec és característic del Comahue i la Patagònia Oriental on predominen espècies com la Festuca gracillima, el neneo, revetlles i jarilles.
L'erm constitueix la superfície estructural d'un relleu tabular i es caracteritza per assentar-se sobre sòls calcàris, escassa vegetació, basada generalment en el bruc i el matoll, prevalença de cultius de secà, una forta amplitud tèrmica, vents constants i una hidrografia escassa, encara que en moltes ocasions apareixen grans corts del terreny pels rius donant lloc a canons. A causa de la seva altitud solen ser freqüents les boires en èpoques plujoses. Solen aparèixer en zones de mitja muntanya i en zones de transició entre les serres i els camps. En general, el clima de la regió és àrid amb temperatures baixes gairebé tot l'any i fortes amplituds tèrmiques i pluges insuficients, determinant el bioma del semidesert, on predominen les pastures dures d'estepa i tusacs tals com el neneo, coirón, i choique mamuel. Si bé, la zona de la conca del riu Santa Cruz a la seva regió extraandina es troba afavorida per un clima morigerat gràcies al fort influx oceànic, aquesta és la regió de les anomenades Pampes de Diana. Cap als contraforts i pedemonts andins també és important la humitat, fins al grau d'afavorir l'existència de boscos, corresponents a la bosc magallànic amb arbòries com lenga, cohiue de magallanes, ñire, canelo, etc, encara que a causa de les altituds, la franja humida cordillerana, amb una mitjana anual de precipitacions de 800 mm, és freda gairebé tot l'any. Un altre tret típic del clima de la major part de la província de Santa Cruz és el bufo gairebé constant de vents procedents provocats per l′Oceà Pacífic.

## Fauna

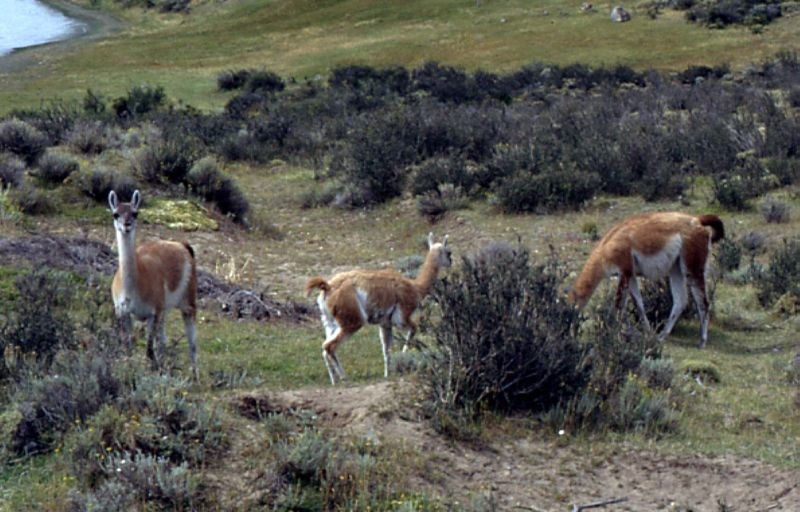
Guanacs en la serralada.

Dins de la fauna autòctona continental trobem: cérvols com el huemul i el pudú, a més de pumes, mares o llebres patagones, guanacs, guineus, còndors, cignes de coll negre i nyandús. El jaguar va existir en el nord de la Patagònia fins que va ser exterminat pels homes al segle xix. Segons alguns autors, arribava per la costa fins al riu Chubut, encara que segons uns altres la seva dispersió hauria aconseguit fins i tot fins a Santa Cruz. En la fauna litoral es destaquen: lleons i elefants marins, pingüins, procel·làrids, Phalacrocorax i balenes franques.

## Recursos hídrics

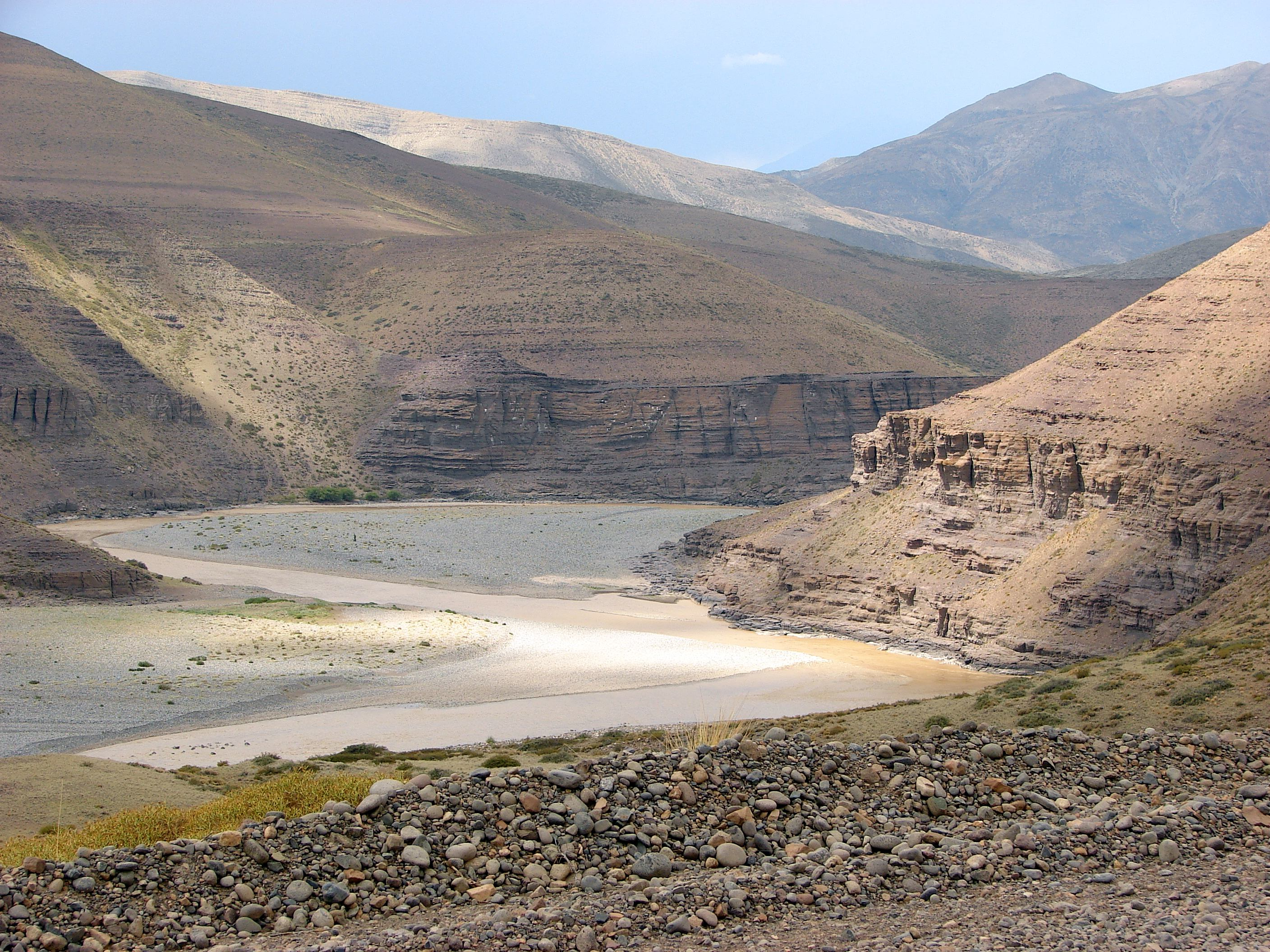
Riu Neuquén en el seu àmbit natural.

El Colorado és el segon riu més important de la Patagònia darrere del Río Negro. Comunament serveix, assenyalar el bufó nord de la Patagònia argentina amb les regions Centro i Que el seu. Té les seves fonts en la serralada dels Andes aproximadament a 36° 09′ 02″ S, 70° 23′ 47″ O / 36.15056°S,70.39639°O), entre el cordó Mary al nord i les faldes del volcà Domuyo al sud, a pocs quilòmetres de la localitat argentina anomenada El Munt, això és pràcticament a l'est de la conclusió del pas o serral transandina anomenat "Pas de Barrancas".
Fora de la regió andinopatagona gairebé la totalitat dels rius són al·lòctons, és a dir que no reben afluents, de règim pluvioinvernal (provocada per les pluges) i nival (provocada per la fosa de les neus). A més dels bells llacs glacials existents en el sector andinopatagònic, existeixen enmig dels secs planells patagones llacs i moltes llacunes, la majoria d'elles salades. Aquests miralls d'aigua al llarg de tot el segle XX s'han trobat sota un procés de dessecació transformant-se en diversos casos en "salines" o salessis, els dos principals llacs naturals de la Patagònia oriental extraandina es troben al centre de la província de Chubut, són el llac Musters i el Colhué Huapi, tots dos pertanyents a la fase terminal de l'actual conca endorreica del Riu Senguerr, la qual fins a fa uns setanta anys desgotava intermitentment per mitjà del riu Chico en el seu emissari principal, el riu Chubut. En l'antiga confluència d'aquests dos rius es troba la represa que forma al llac artificial o embassi Florentino Ameghino; abunden en la Patagònia extraandina paleocauces anomenats "cañadones" ocasionalment reactivats especialment durant el desglaç de primavera, l'existència de tals paleocauces ha donat lloc a certes curiositats cartogràfiques, per exemple en certa manera gran part de la Patagònia austral és una gegantesca illa ja que el llac Buenos Aires té dos emissaris: actualment el principal, molt cabalós i d'escàs curs desguassa en el oceà Pacífic, l'altre emissari, d'extens curs però escàs cabal, és el riu Desitjat que desguassa en l'Oceà Atlàntic, en mapes existents fins a la primera meitat del XX al sud del riu Desitjat i gairebé paral·lels, apareixien dos rius: el Baixos (o San Dionisio o Chacarmañac) i el Salat, des de mitjan XX d'aquests només resten les seves valls i "cañadones".

### Costes
En les costes hi ha penya-segats originats per moviments d'ascens i descens de l'escorça terrestre, arribant a superar els 300 metres d'altura.
Les costes patagones de l'Argentina estan dominades per la presència del penya-segat, expressió de la fi del massís patagó. Els seus trets excel·lents són el golf San Matías; els golfs San José i Nou, que delimiten a la península Valdés, potser la característica emblemàtica de la costa patagona; la badia Gambetes; el golf San Jorge; les ries dels rius Desitjat, Santa Cruz i Chico, Coyle o Coig, i Gallegos; la Bahía San Julián; la Bahía Grande; la punta Dungeness; la Badia San Sebastián, en Terra del Foc; i el cabo San Diego, separat de l'Isla de los Estados pel perillós estret de li Maire, al sud de l'illa de Terra del Foc es troba el canal de Beagle al com apunten els Andes Fueguinos i que presenta alguns fiords com el de Lapataia.

## Recursos energètics

### Petroli
El 13 de desembre de 1907 es va trobar petroli per primera vegada en Comodoro Rivadavia, mentre es feia una perforació a la recerca d'aigua. A partir d'allí va començar en gran escala l'explotació petroliera que encara continua. La concentració més gran de petroli d'aquest país es troba en la Patagònia. La Conca Neuquina, descoberta en 1918, és una de les zones petrolieres nacionals més importants.

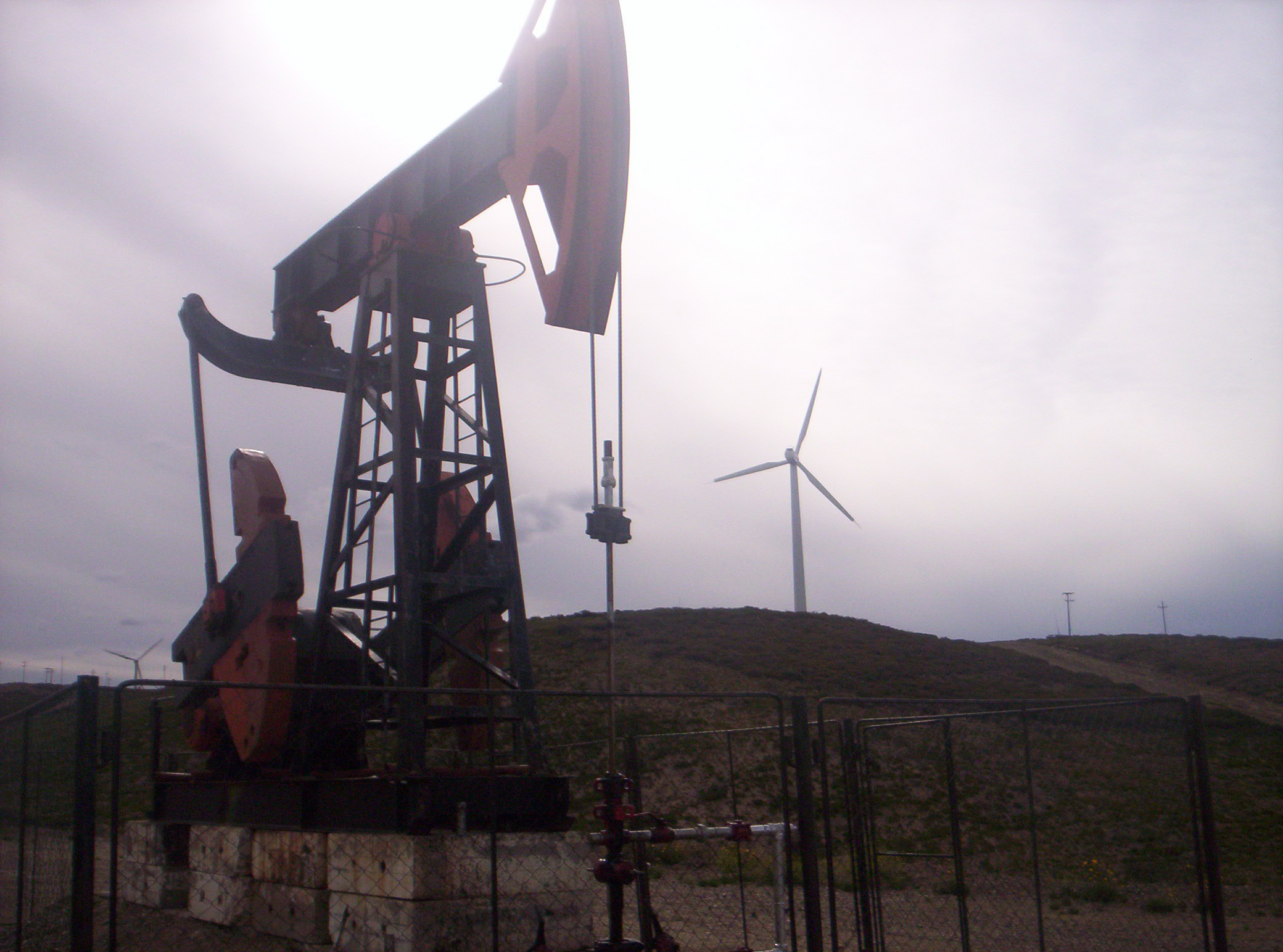
Balancín de petroli amb un molí eòlic de fons, tots dos icones de l'energia patagona.

Comodoro Rivadavia és Capital Nacional del Petroli per ser el primer lloc on es va descobrir petroli al territori nacional i a més per la seva important producció d'hidrocarburs. Els jaciments d'explotació petroliera estan situats als voltants de la conca del Golfo San Jorge i proveeixen un important percentatge del consum nacional. És una de les conques petrolíferes més importants de Sud-amèrica amb una producció diària d'1.000.000 de barrils de petroli i 6.000.000 de m³ de gas. L'àrea petroliera compta amb un personal de 7.000 treballadors. Des de 2007 fins a 2009 es van dur a terme exploracions en les aigües marines properes en recerca de l'or negre. La primera etapa exploratòria va implicar 52 dies de treball ininterromputs per a dur a terme els estudis en una àrea de 1.700 km², dels quals uns 600 pertanyen a Chubut i la resta, a Santa Cruz.
En l'actualitat, la producció d'hidrocarburs en Comodoro Rivadavia representa el 41 % de la producció de la Conca del golfo San Jorge, que al seu torn aconsegueix el 31,5 % del total de producció del país.
Esment aparti mereix Rincón de los Sauces per la seva gran producció que va fer créixer el poble fins a tornar-ho ciutat. Tal producció li va valer el títol de Capital Nacional de l'Energia.

### Energia eòlica
Pels imperants vents patagons la vida en el sud es modela entorn d'aquest. Comodoro Rivadavia va impulsar a la regió el seu desenvolupament, ja que malgrat la seva abundant producció d'hidrocarburs, va apostar al desenvolupament d'energies netes i renovables per a la protecció del medi ambient. Comodoro posseeix el major parc eòlic sud-americà i un dels més importants d'Amèrica Llatina. Una altra localitat patagona que destaca en aquest rubro és Pico Truncado, localitat que posseeix un parc eòlic i la primera planta experimental d'hidrogen. En Comodoro Rivadavia la planta experimental de generació d'hidrogen i oxigen que l'empresa Hychico S.A ?integrant del grup CAPSA CAPEX- va muntar en rodalies de Diadema Argentina, és una emprenedoria amb característiques tècniques que permeten mostrar-la al món, del fet que existeixen de tres a cinc similars en l'àmbit internacional.
A escala industrial produeix al voltant de 60 m³/h d'hidrogen i 60 m³/h d'oxigen per mitjà d'electròlisi de l'aigua, i genera energia elèctrica amb un motogenerador alimentat per l'H2 produït al que s'agrega gas natural, o gas amb alt contingut de CO2 diòxid de carboni. L'energia elèctrica s'utilitza en el jaciment de CAPSA i l'Oxigen és comprimit i comercialitzat per l'empresa Air Liquide S. A. A futur, el projecte s'integrarà amb una granja eòlica que serà instal·lada en les proximitats de la planta, amb la qual cosa es completarà el cicle renovable d'energia alternativa. La planta té una superfície aproximada de 1.000 m² i està conformada per unitats de tractament de l'aigua per al procés de generació d'hidrogen i oxigen; transformació d'energia; unitats de purificació d'Hidrogen i oxigen i magatzematge de tots dos gasos.

## Història
La regió de la Patagònia va ser descrita per primera vegada pel naturalista francès Jean Antoine Victor de Martin de Moussy en la seva obra Descripció geogràfica i estadística de la Confederació Argentina (1860-1864). Aquesta obra va incloure una de les primeres divisions regionals del país. A més va introduir la divisió regional de la Mesopotàmia. Un dels esdeveniments més recordats a nivell regional i nacional va ser la Patagònia rebel o Patagònia tràgica, esdeveniment protagonitzat pels treballadors anarcosindicalistas en rebel·lió de Riu Gallecs, en la Patagònia Austral i que van ser reprimits per l'Exèrcit Argentí l'any 1921, amb un saldo de més de 1.500 morts.

### Pobles originaris de la Patagònia

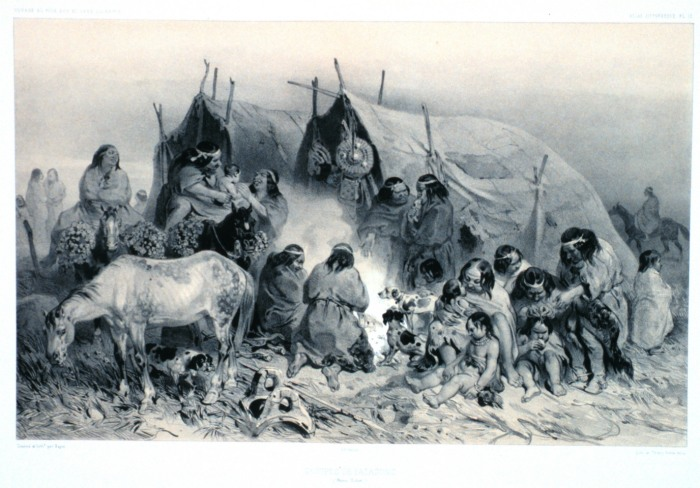
Il·lustració de 1840 d'una tribu aborigen i els seus costums.

Des de molt abans de l'arribada dels espanyols, la Patagònia estava habitada per diferents grups originaris.
- A la zona de les valls andines (Neuquén, oest de Río Negro i nord de Chubut) vivien els tehuelches i una parcialitat huarpe que actualment només és coneguda pel nom "pehuenche" que li van donar els maputxes.

- En la part sud de Terra del Foc habitaven els yámanas, en l'extrem sud-est d'aquesta illa habitaven els mánekenk o haush, mentre que al centre i nord de l'Illa Gran de Terra del Foc habitaven els onas o selknam.
- Els tsonk o patagones, del nord o gennakenk (anomenats pels maputxes "puelches") i els del sud o aónikenk (anomenats pels maputxes: "tehuelches"), es desplaçaven de llarg a llarg de la Patagònia.

## Descobriments paleontològics

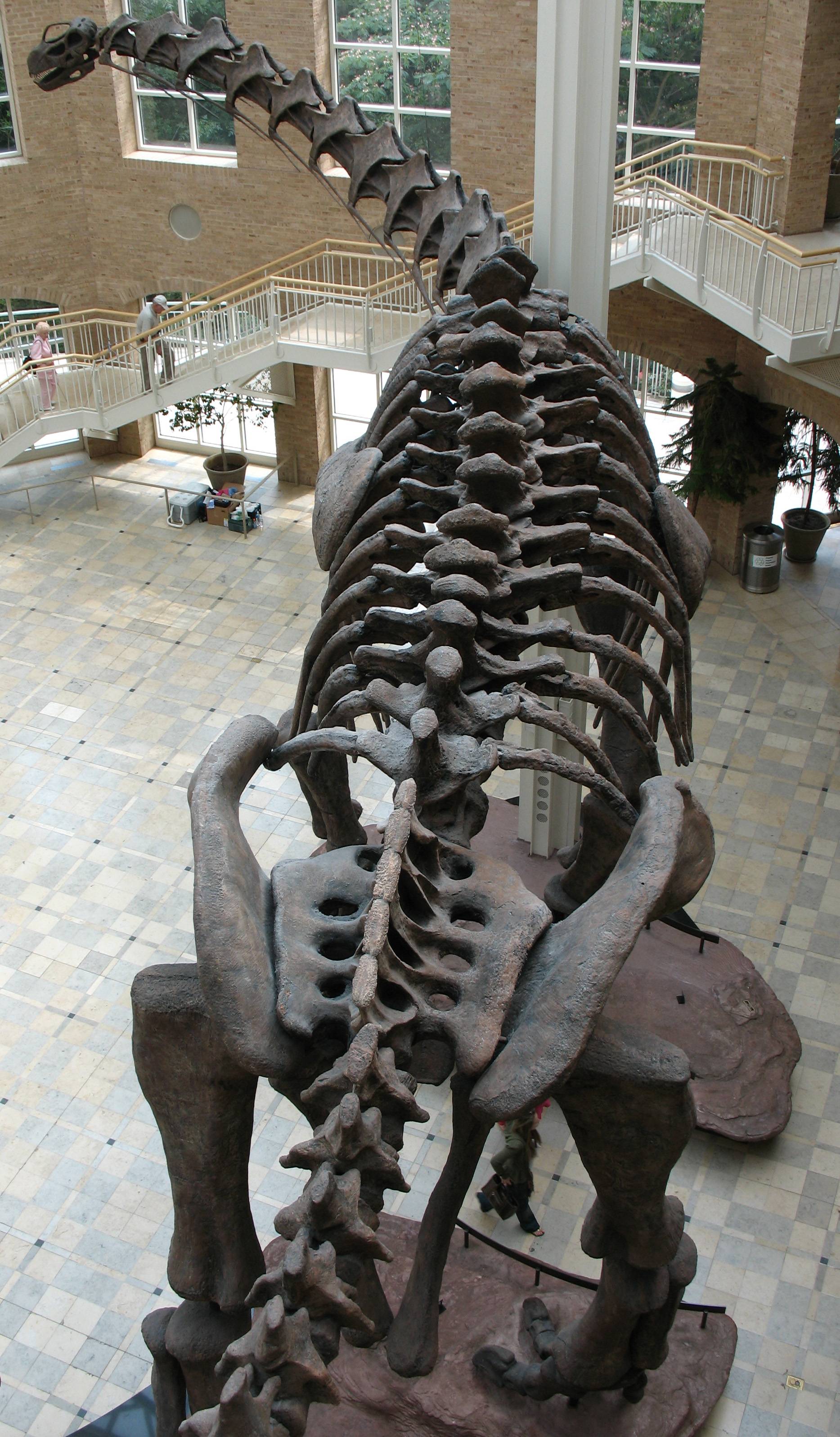
Rèplica d'Argentinosaure en el Museu Fernbank, Atlanta, EUA.

Aquesta regió va ser llar de dos gegants famosos al món per la seva grandària: l′Argentinosaure, que és l'animal terrestre més gran del que es té coneixement, podent arribar a mesurar 40 metres de llarg i a pesar 80 tones; i el Giganotosaure, un dels més grans teròpodes coneguts, solament superat per l′Espinosaure però lleugerament més gran que Carcharodontosaurus i Tiranosaure.
L'any 2002 un grup d'investigadors argentins va començar una investigació de la flora en la Patagònia al costat de membres de la Universitat de Pennsilvània i del "Museu de Denver" dels EUA.
Les investigacions es van realitzar en dos jaciments: el del riu Pichileufú (que abasta una àrea d'al voltant de 30 km², en la Província de Río Negro) i el de llacuna d'Hunco (amb una extensió de 1000 km², en el Chubut. Com a resultat d'aquestes investigacions, es van trobar restes fòssils que pertanyen a l'Eocè, dins del Període Terciari, amb una antiguitat de 50 milions d'anys.
En aquesta època la Patagònia tenia un tipus de clima subtropical (és semidesèrtic en l'actualitat), amb precipitacions anuals de 1.600 a 2.000 mm (ara de 100 a 150 mm) i la seva temperatura mitjana era de 16/17 °C. Aquestes condicions climàtiques van provocar que la zona fos una selva, de la qual es van poder trobar 172 espècies de plantes, la gran majoria extingides.
Avui, només és possible trobar 20 espècies de plantes, que van ser les que van poder adaptar-se al lent procés de canvis climàtics.
Una de les troballes que més va sorprendre va ser la presència d'eucaliptus, arbre que els científics consideren oriünds d'Austràlia. Amb l'aplicació del mètode de datació isòtropa es va comprovar que els mateixos dataven d'uns 50 milions d'anys.
A la ciutat de Trelew, es troba el Museu Paleontològic Egidio Feruglio i (prop de Gaiman) el Parc Paleontològic Bryn Gwyn, amb fòssils del mesozoic i del cretàcic.

## Cultura

### Religió a la Patagònia Argentina
El Sud és la més peculiar de les regions argentines, en ella predomina el catolicisme, però aquesta vegada amb el 61,5%, la qual cosa la converteix a la regió menys catòlica del país. Patagònia Argentina es destaca per concentrar la major quantitat de evangèlics amb un 21,6% i ser la segona més atea amb l'11,7%, la segona àrea que més minories religioses posseeix amb l'1,5%. Finalment es denota que és la zona del país on més es troben mormones i testimonis de Jehová amb el 3,7%.

### Dialecte natural del Riu de la Plata
El dialecte denominat natural del Riu de la Plata s'ha diversificat com un subtipo en totes les províncies de la Patagònia argentina (incloent La Pampa) i és coneguda popularment com a variant patagona. Es denoten algunes variacions lleument audibles en la fonologia, entre els quals es destaca la pronunciació de [?] més relaxada i una entonació menys rítmica, no arribant a aproximar-se a [?]. Això potser va ser producte de la lleu influència de la gran quantitat d'habitants que provenen del país veí els parlants del qual van ajudar a poblar aquesta regió. El lèxic compta amb alguns "chilenismos" i expressions del país trasandino, altres veus procedents d'una varietat de llengües indígenes de la regió i d'immigrants.

#### Característiques dialectals
A la regió crida l'atenció algunes característiques que passen desapercebudes de vegades pels seus habitants. Una d'ella és la preferència general per la forma gentilicia «ense» (amb algunes excepcions), abans d'altres com «ino», «anus» o uns altres, suscitant-se en la majoria de les ciutats i els seus respectius gentilicis, exemple d'això es dona en localitats com Caleta Olivia, podria ser caletano, caletino; Riu Gallecs que seria com galleguino, galleguiano; Bec Truncat, podria donar truncadino tranquil·lament, però dona truncadense preferint aquesta terminació com les anteriors localitats.

## Turisme

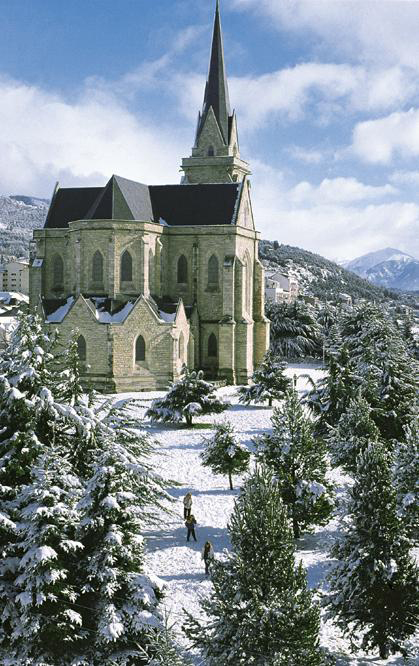
Vista de la catedral de Bariloche en període hivernal.

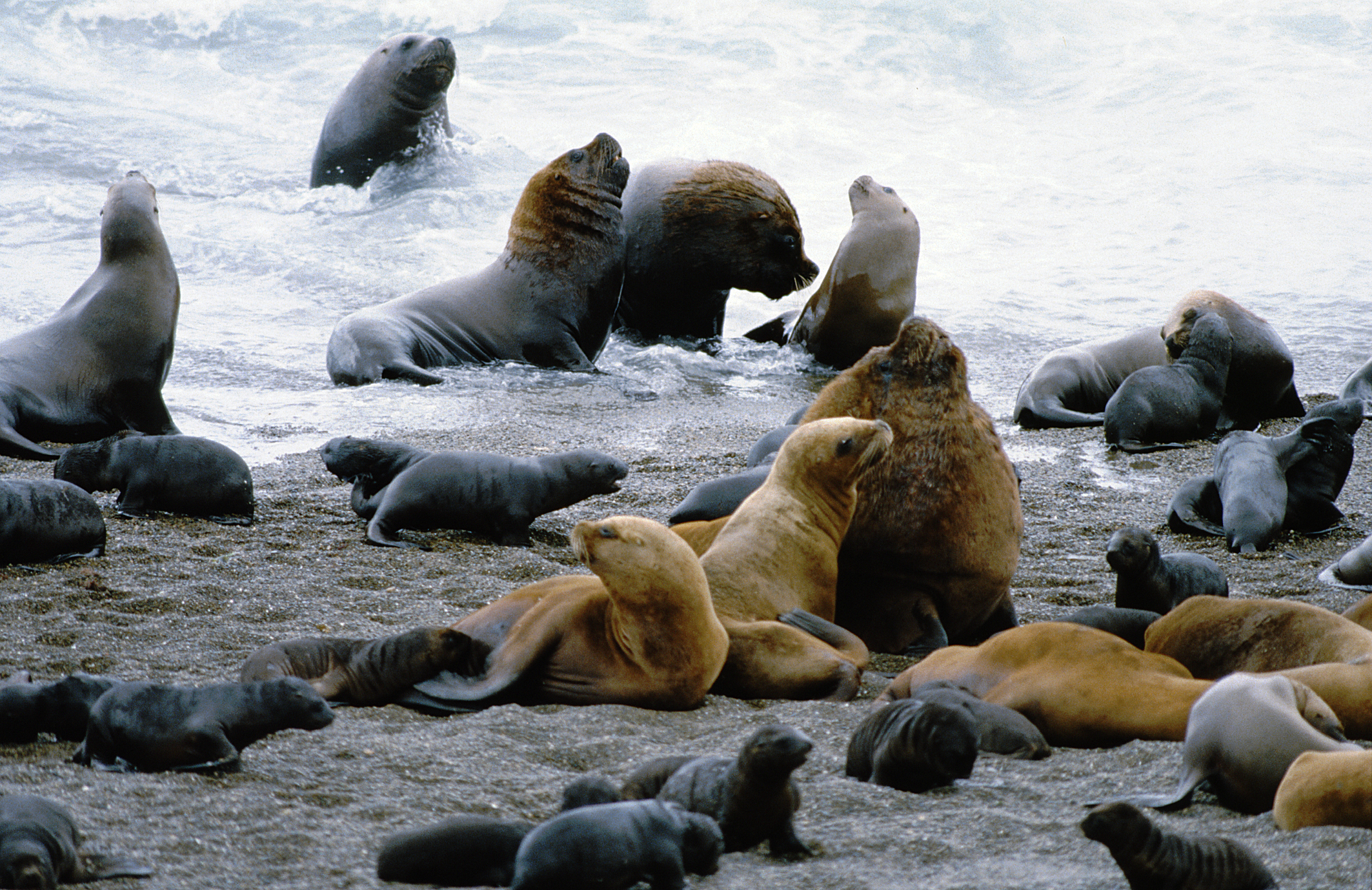
Península Valdés, un de les majors destinacions d'albirament de balenes del planeta. Declarat Patrimoni de la Humanitat.

La regió patagona és una de les més visitades de l'Argentina, tant per nadius com per estrangers, pels seus nombrosos paisatges i ciutats situades al peu de la serralada dels Andes i en les seves belles costes. A la província del Neuquén es troba la ciutat de Villa Traful, la qual té molt pocs habitants i és un dels llocs de major bellesa del continent. San Martín de los Andes també es troba en Neuquén, igual que Villa La Estrechura, situada molt prop del Cerro Bayo.

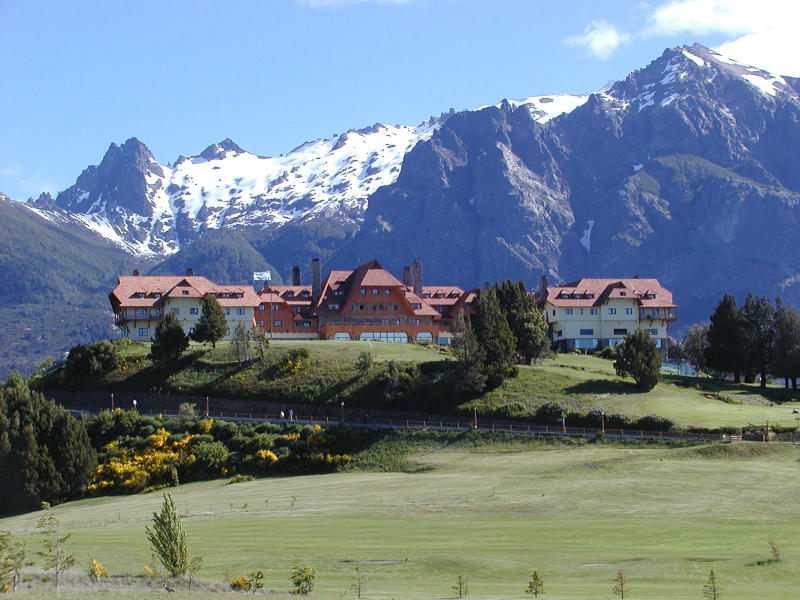
El Hotel Llao Llao a San Carlos de Bariloche, la destinació més visitada de tota la Patagònia.

En la província de Río Negro es troba la ciutat de San Carlos de Bariloche, la destinació turística patagó més visitat i el tercer de Argentina. La ciutat, situada en la riba sud del llac Nahuel Huapi, té un característic estil arquitectònic, tendes de tot tipus i nombrosos llocs d'interès turístic, com el Cerro Catedral, el turó Tronador, el Centre Cívic i Colònia Suïssa. La ciutat també és la destinació favorita dels estudiants que cursen l'últim any de secundària, el qual solen culminar-ho amb un viatge a Bariloche, denominat "viatge d'egressats".
Las Grutas, el balneari patagó més important i un dels més concorreguts del país, posseeix belles platges de sorra fina i penya-segats suaus. Contrari al que molts pensen el sud brinda balnearis importants, amb aigües cristal·lines, càlides i netes. Est és el cas d'aquesta vila que va saber guanyar lloc al mercat turístic i posar-se a nivell dels balnearis bonaerenses per la quantitat de turistes que la visiten.

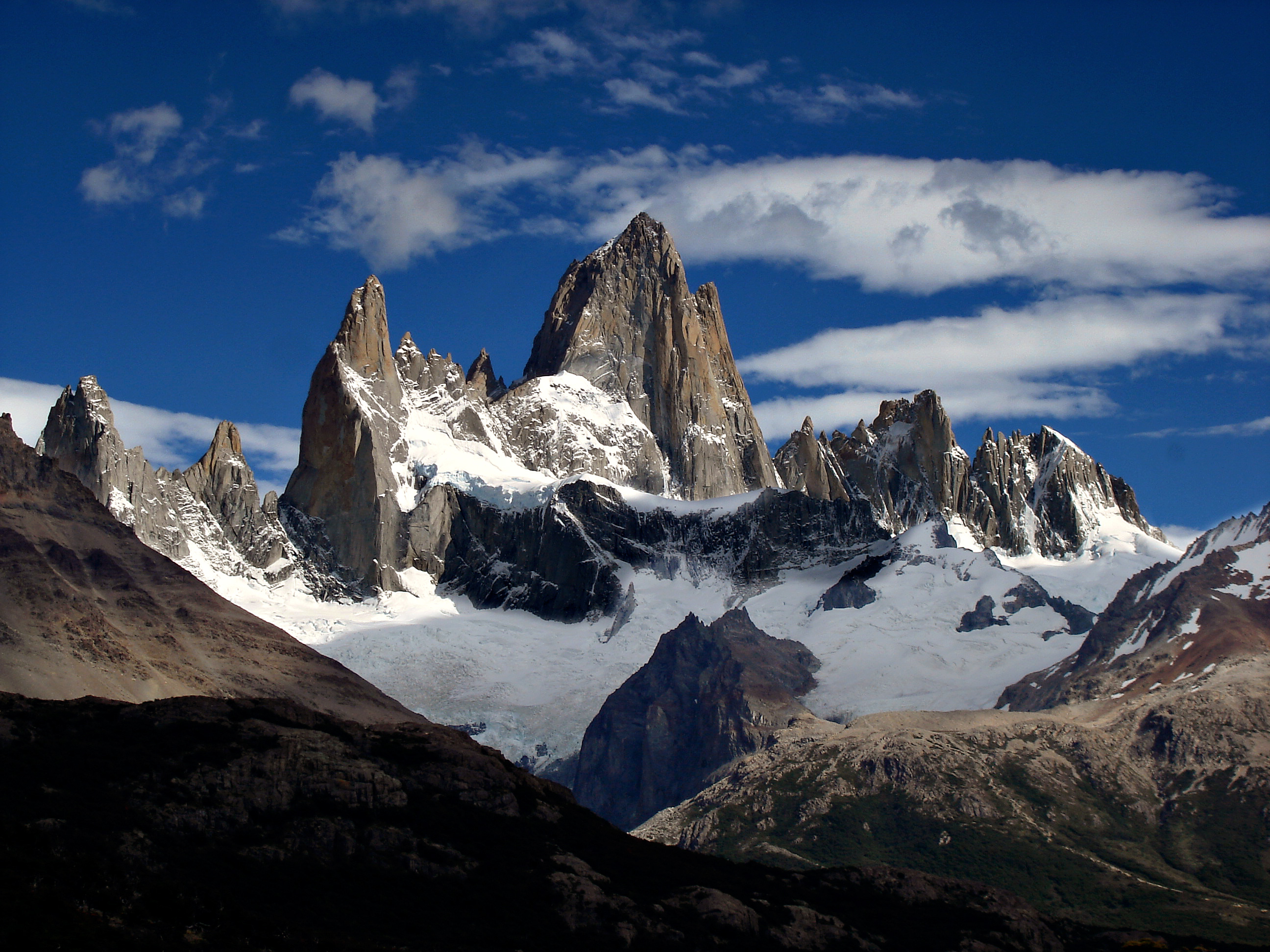
El Chaltén, a la frontera entre Argentina i Xile. Existeix millor accés i turisme des del costat argentí.

A la província del Chubut es troba la ciutat de Esquel, on existeix un important centre d'esquí. Puerto Madryn, situada sobre la costa, és un lloc privilegiat per l'avistaje de balenes i el balneari amb més població del sud amb platges de sorra fina i suaus ones. Rada Tilly configura el balneari més austral del país i d'Amèrica, amb la seva platja única de sorra plana i fina. Per l'efecte del mar es poden practicar diverses activitats com anar amb bicicleta, carrovelismo i futbol, entre uns altres. La ciutat va ser seu del mundial 2008 de carrovelismo.

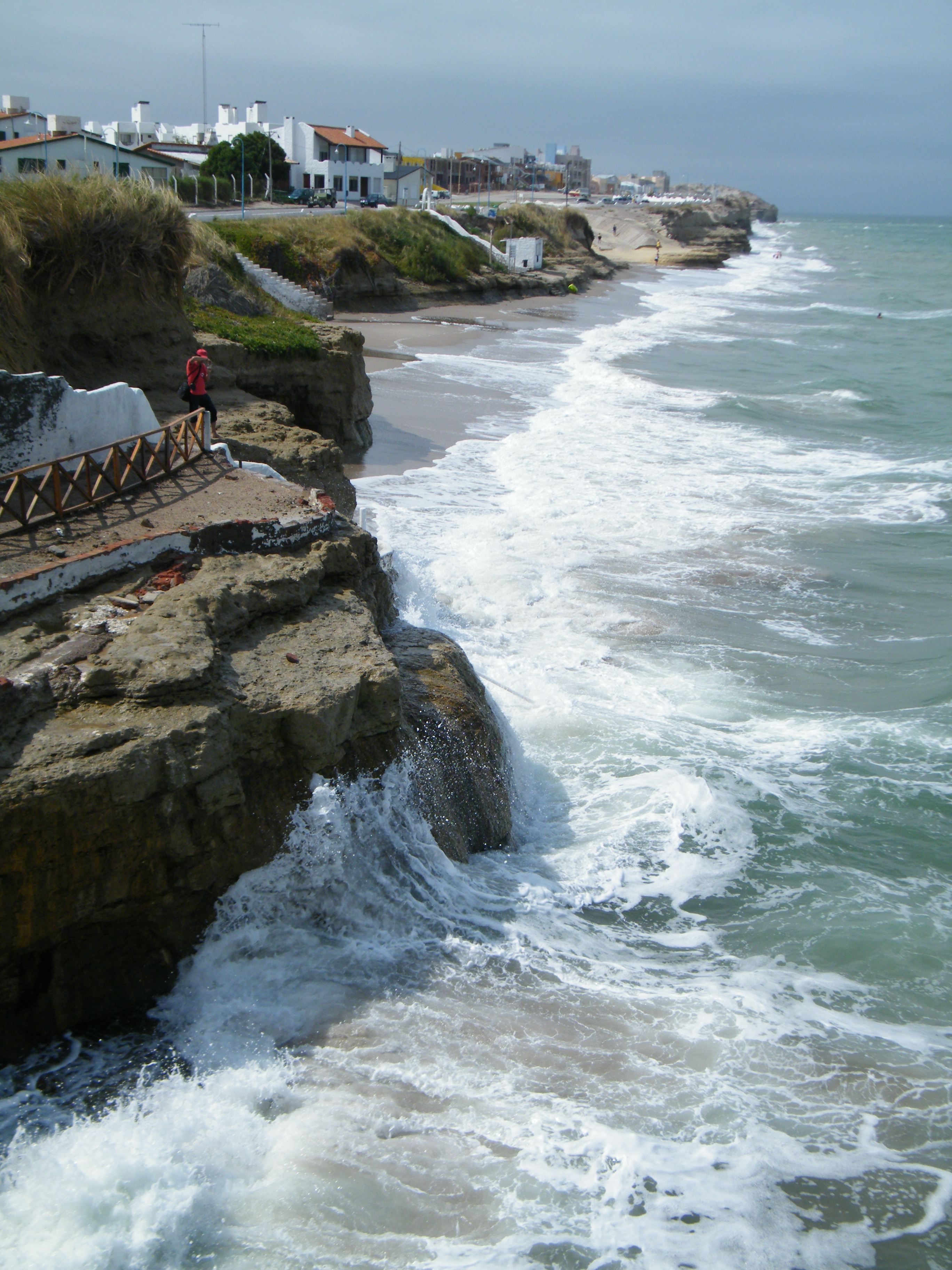
La ciutat costanera de las Grutas.

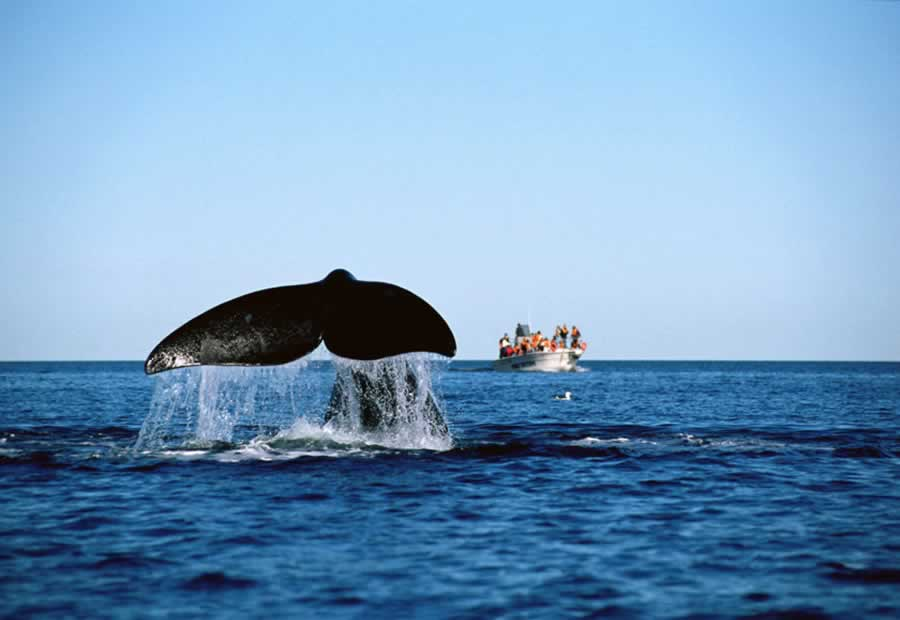
Balena a la Península Valdés

En la província de Santa Cruz es troba la ciutat de El Calafate, situada sobre la riba del llac Argentí i propera al Parc Nacional Los Glaciares, el qual alberga al glacial Perito Moreno i a uns altres que conformen el paisatge de la regió. També es troba la ciutat de El Chaltén, on pot visitar-se el turó Fitz Roy.
En la província de Terra del Foc es troba la ciutat de Ushuaia, famosa per ser una de les ciutats més australs del món i per albergar nombrosos llocs d'interès com el Canal de Beagle, el Parc Nacional Terra del Foc, el Museu de la Fi del Món, el llac Fagnano, el llac Escondido i el centre d'esquí més austral del món, el Cerro Castor, entre altres llocs.

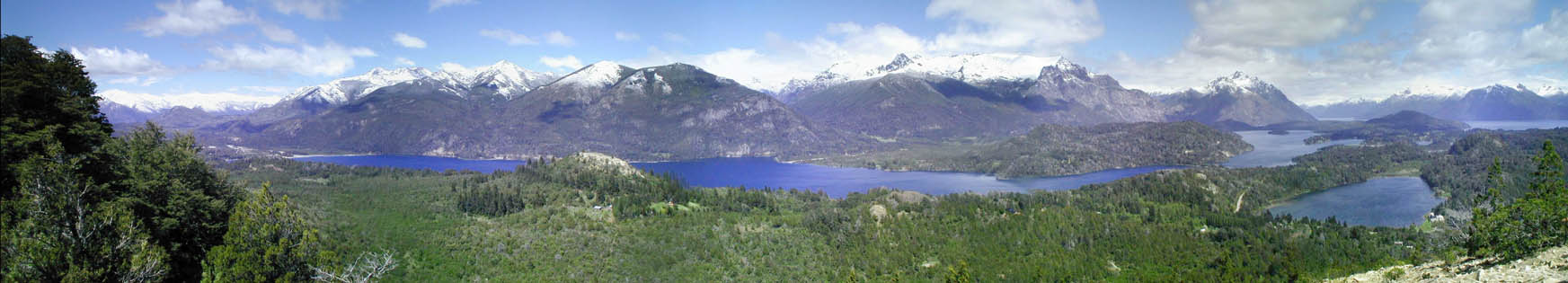
Turons Catedral, López i Capolla, i els llacs Moreno i Nahuel Huapi, vists des del Turó Campanar, en San Carlos de Bariloche, Argentina.

## Demografia

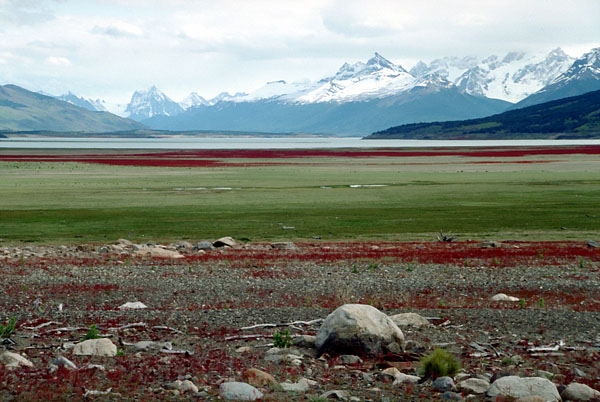
Paisatge de la Patagònia argentina extraandina, al fons s'observen els sempre nevats becs de la serralada dels Andes des dels quals descendeixen grans glaceres.

Les cinc províncies tradicionalment compreses a la regió de la Patagònia argentina (és a dir, sense incloure la província de la Pampa) tenien una població combinada de 1 482 002 habitants segons el cens de 1991 i 1 738 251 d'acord al de 2001, la qual cosa equival al 15,2% de creixement. La projecció mitjana para 2015 està en l'ordre dels 2,430,600 habitants.

### Taula de les principals ciutats de la regió
La regió es caracteritza per la seva escassa població. Les aglomeracions urbanes més grans de la regió són de grandària mitjana pel que fa a les de la resta del país atès que cap se situa dins de les 10 àrees urbanes més grans.
La més important l'encapçala la ciutat de Neuquén al costat de les veïnes ciutats de Cipolletti i Plottier, constituint l'aglomerat urbà Neuquén-Plottier-Cipolletti. Aquest aglomerat es va situar en la posició 14ª dels més poblats en 2010 de l'Argentina.
El àrea metropolitana de Comodoro Rivadavia, (que inclou Rada Tilly i unes altres) va ocupar la posició 23 a nivell nacional però el tercer lloc dins dels centres urbans de la costa marítima argentina. cal recordar que fins al cens de 1980 Comodoro avantatjava a Neuquén en quantitat d'habitants, i que després en el cens de 1991 seria desplaçada del seu llarg i històric primer lloc en la Patagònia.
Bariloche és una altra de les ciutats que concentra gran població, es destaca per ser una de les ciutats turístiques més habitades i per ser la localitat més poblada en la serralada patagona.
En negreta es mostren els aglomerats:
| Núm. | Ciutat                          | Província                | Cens 2010 | Cens 2001 |
| ---- | ------------------------------- | ------------------------ | --------- | --------- |
| 1r.  | Neuquén - Plottier - Cipolletti | Neuquén Río Negro        | 350.541   | 291.041   |
| 2n.  | Comodoro Rivadavia              | Chubut                   | 186.136   | 141.840   |
| 3r.  | San Carlos de Bariloche         | Río Negro                | 112.887   | 89.092    |
| 4t.  | Trelew                          | Chubut                   | 99.430    | 88.305    |
| 5è.  | Rio Gallegos                    | Santa Cruz               | 95.796    | 79.144    |
| 6è.  | General Roca                    | Río Negro                | 90.607    | 69.742    |
| 7è.  | Puerto Madryn                   | Chubut                   | 81.995    | 57.614    |
| 8è.  | Viedma - Carmen de Patagones    | Río Negro / Buenos Aires | 73.322    | 65.137    |
| 9è.  | Río Grande                      | Terra del Foc            | 66.475    | 52.681    |
| 10è. | Ushuaia                         | Terra del Foc            | 56.593    | 45.430    |
| 11è. | Caleta Olivia                   | Santa Cruz               | 51.733    | 36.077    |
| 12è. | Cutral Có - Plaza Huincul       | Neuquén                  | 48.637    | 45.768    |
| 13è. | Centenario                      | Neuquén                  | 34.431    | 26.843    |
| 14è. | Villa Regina                    | Río Negro                | 33.089    | 27.516    |
| 15è. | Esquel                          | Chubut                   | 32.758    | 28.089    |
| 16è. | Zapala                          | Neuquén                  | 32.355    | 31.231    |
| 17è. | Rawson                          | Chubut                   | 31.787    | 22.493    |
| 18è. | San Martín de los Andes         | Neuquén                  | 28.599    | 22.432    |
| 19è. | Allen                           | Río Negro                | 27.443    | 20.733    |
| 20è. | Cinco Saltos                    | Río Negro                | 24.138    | 17.739    |
| 21.º | San Antonio Oeste               | Río Negro                | 21.072    | 16.747    |
| 22.º | Pico Truncado                   | Santa Cruz               | 20.889    | 14.985    |
| 23.º | Rincón de los Sauces            | Neuquén                  | 19.398    | 10.129    |
| 24.º | Las Heras                       | Santa Cruz               | 17.821    | 9.303     |
| 25.º | Catriel                         | Río Negro                | 17.584    | 14.120    |
| 26.º | El Bolsón                       | Río Negro                | 17.061    | 13.560    |
| 27.º | El Calafate                     | Santa Cruz               | 16.655    | 6.410     |
| 28.º | Junín de los Andes              | Neuquén                  | 16.580    | 10.080    |

### Divisions administratives
La regió es divideix en 5 províncies i els partidos de Patagones i Villarino, aquests es divideixen en 56 departaments, els més poblats són:
| Núm. | Departament   | Província     | Població (2010) | Població (2001) | Variació |
| ---- | ------------- | ------------- | --------------- | --------------- | -------- |
| 1    | Confluencia   | Neuquén       | 362.673         | 314.793         | 15,2%    |
| 2    | General Roca  | Río Negro     | 320.921         | 281.653         | 13,9%    |
| 3    | Escalante     | Chubut        | 186.583         | 143.689         | 29,8%    |
| 4    | Bariloche     | Río Negro     | 133.500         | 109.826         | 21,5%    |
| 5    | Rawson        | Chubut        | 131.313         | 115.829         | 13,3%    |
| 6    | Güer Aike     | Santa Cruz    | 113.267         | 92.878          | 21,9%    |
| 7    | Deseado       | Santa Cruz    | 107.630         | 72.953          | 47,5%    |
| 8    | Biedma        | Chubut        | 82.883          | 58.677          | 41,2%    |
| 9    | Rio Grande    | Terra del Foc | 70.042          | 55.131          | 27,0%    |
| 10   | Adolfo Alsina | Río Negro     | 57.317          | 50.701          | 13,0%    |